# Trzebiechów, Condado de Zielona Góra
Trzebiechów (em alemão Trebschen) é um vilarejo no Condado de Zielona Góra, Província da Lubúsquia, no oeste da Polônia. É a sede do Comuna (distrito administrativo) deTrzebiechów. Fica a aproximadamente 19 km (12 mi) a nordeste de Zielona Góra. O vilarejo tem uma população de 920 pessoas.

## História
Antes de 1945, o vilarejo de Trebschen fazia parte da Alemanha (Província de Brandenburgo).

## Pessoas
- Ulrich Diesing (1911-1945), general da Luftwaffe.
- Princesa Eleonore Reuss de Köstritz (1860-1917), czarina consorte da Bulgária, nasceu no palácio de Trebschen.
- Heinrich XXIV Reuss de Köstritz (1855-1910), compositor alemão.
- Krzysztof Pawlak, jogador de futebol.